# Igreja Presbiteriana na Bolívia
A Igreja Presbiteriana na Bolívia (em espanhol Iglesia Presbiteriana en Bolivia), também chamada de Igreja Presbiteriana da Bolívia (em espanhol Iglesia Presbiteriana de Bolivia) é uma denominação reformada na Bolívia, fundada em 1988 por missionários brasileiros e estadunidenses. Após vários movimentos dissidentes, a denominação perdeu várias igrejas e membros. Em 2018, era formada por 2 igrejas locais e 120 membros.

## História
A igreja foi fundada em 1988 por meio do esforço de missionários brasileiros na Bolívia, especialmente João Carlos de Paola Mota enviados pela  Igreja Presbiteriana do Brasil.
O ano de fundação da igreja é em 1988. As principais atividades missionárias que deram origem a igreja atual foram em Cochabamba, onde a Primeira Igreja Presbiteriana em Cochabamba foi fundada, desde então a plantação de igrejas se espalhou em outras partes do país. A prática de estudos bíblicos foi a principal forma de evangelização promovida pela igreja. Grande parte dos convertidos pertenciam a etnia Quíchua, bem como uma parcela da população que falava o espanhol. Novas igrejas foram implantadas em Cala Cala área próxima de Cochobamba.
Todavia, a denominação perdeu diversas igrejas dissidentes. Em 2018, era formada por apenas 2 igrejas e 120 membros.

## Doutrina
Pelo fato de ser fruto de missão da Igreja Presbiteriana do Brasil a Igreja Presbiteriana na Bolívia também é uma igreja conservadora e confessional. A igreja não admite a ordenação feminina, sendo que apenas os membros do sexo masculino podem servir como ministros, presbíteros ou diáconos. A igreja trabalha com uma clínica dentária e oferece ajuda a população local. A Igreja subscreve a Confissão de Fé de Westminster, o Catecismo Maior de Westminster, o  Breve Catecismo de Westminster e o Credo dos Apóstolos.

## Relações inter-eclesiásticas
A igreja já foi membro da Fraternidade Reformada Mundial e e da Fraternidade Latino-Americana de Igrejas Reformadas.
A igreja tem relações com a Igreja Presbiteriana do Brasil, que por meio da Agência Presbiteriana de Missões Transculturais, continua enviando missionários para a igreja da Bolívia.